# Thái Xuân Dương
Thái Xuân Dương (sinh 1953) là một sĩ quan cấp cao trong Quân đội nhân dân Việt Nam, hàm Thiếu tướng, nguyên Phó Chính ủy Tổng cục Kỹ thuật.

## Thân thế và sự nghiệp
Trước đó, ông từng là Phó Chánh Văn phòng Tổng cục Kỹ thuật
Năm 1999, bổ nhiệm giữ chức Phó Cục trưởng về chính trị Cục Kỹ thuật Binh chủng, Tổng cục Kỹ thuật
Năm 2005, bổ nhiệm giữ chức Cục trưởng Cục Chính trị Tổng cục Kỹ thuật
Năm 2011, bổ nhiệm giữ chức Phó Chính ủy Tổng cục Kỹ thuật
Năm 2013, ông nghỉ hưu
Thiếu tướng (2009)